# Аксёново (городской округ Клин)
Аксёново — деревня в Клинском районе Московской области, в составе Воронинского сельского поселения. Население — 56 чел. (2010). До 2006 года Аксёново входило в состав Слободского сельского округа. В деревне действует церковь Димитрия Солунского 1852 года постройки.
Деревня расположена в северной части района, примерно в 15 км к северо-северо-востоку от райцентра Клин, на безымянном левом притоке реки Берёзовки (левый приток Сестры), высота центра над уровнем моря 158 м. Ближайшие населённые пункты — примыкающее на юге Мужево, Рогатино — на противоположном берегу реки и Слобода на северо-востоке.

## Население
| 2002 | 2006 | 2010 |
| ---- | ---- | ---- |
| 45   | ↘41  | ↗56  |